# Мора, Эмилио
Уго Эмилио Мора Лопес (исп. Hugo Emilio Mora López; род. 7 марта 1978, Апатсинган, Мексика) — мексиканский футболист, нападающий. Известен по выступлениям за «Монаркас Морелия», «Гвадалахару» и сборную Мексики.

## Клубная карьера
Мора начал карьеру в клубе «Атлетико Морелия». 14 ноября 1996 года в матче против «Толуки» дебютировал в мексиканской Примере. 17 ноября в поединке против «Торос Неса» Эмилио забил свой первый гол за «персиков». Несмотря на постоянное место в основе Мора забивал крайне мало. В 2000 году он перешёл в «Крус Асуль». В 2001 году помог клубу выйти в финал Кубка Либертадорес, но его вклад был крайне скромен, так как Мора был футболистом резерва.
В 2002 году Эмилио перешёл в «Гвадалахару», где играл полтора года. В 2003 году подписал контракт с клубом «Веракрус». В составе «акул» Мора стал ключевым футболистом и одним из лидеров, после чего его вновь позвали в «Крус Асуль». После полугода в составе «цементников» Эмилио вернулся в обратно.
В 2006 году Мора перешёл в «Сан-Луис» и помог команде занять второе место, что является высшим достижение в его клубной карьере. Летом того же года Эмилио перешёл в «Керетаро», который по итогам сезона вылетел в Ассенсо, а Мора завершил карьеру.

## Международная карьера
В 1997 году в составе молодёжной сборной Мексики Эмилио принял участие в молодёжном чемпионате мира в Малайзии.
В 1998 году Мора попал в заявку на участие в Золотом кубке КОНКАКАФ. 7 февраля в матче группового этапа против сборной Гондураса он дебютировал за сборную Мексики, также Эмилио принял участие в поединке против Ямайки и стал победителем турнира.
В 2000 году Мора во второй раз принял участие в розыгрыше Золотого кубка КОНКАКАФ. На турнире он сыграл в матчах против команд Канады, Гватемалы и Тринидада и Тобаго. В поединке против гватемальцев Эмилио забил свой первый гол за национальную команду.

### Голы за сборную Мексики
| #  | Дата            | Место                               | Противник | Результат | Соревнование                |
| -- | --------------- | ----------------------------------- | --------- | --------- | --------------------------- |
| 1. | 17 февраля 2000 | Мемориал Колизей, Лос-Анджелес, США | Гватемала | 1:1       | Золотой кубок КОНКАКАФ 2000 |

## Достижения
Командные
 «Крус Асуль»
- Финалист Кубка Либертадорес — 2001

Международные
 Мексика
- Золотой кубок КОНКАКАФ — 1998